# Je veux être actrice
Pour plus de détails, voir Fiche technique et Distribution.
Je veux être actrice est un long métrage documentaire franco-belge, réalisé par Frédéric Sojcher et sorti en salles le 20 janvier 2016.

## Synopsis
Nastasjia Sojcher, 10 ans, veut devenir comédienne. Elle rencontre, grâce à son père Frédéric, qui est réalisateur, des acteurs avec qui il a tourné : Patrick Chesnais, Michael Lonsdale, François Morel, Denis Podalydès, Jacques Weber… Chacun lui confie ses secrets sur le jeu, sur le charisme, sur la manière dont on compose un personnage. Au travers de ce film, Nastasjia développe sa complicité avec son grand-père philosophe Jacques Sojcher… qui a lui-même toujours rêvé d’être comédien.

## Fiche technique
- Titre : Je veux être actrice
- Réalisateur : Frédéric Sojcher
- Assistant réalisateur : Jean-Paul Figasso
- Scénario : Catherine Rihoit, Frédéric Sojcher
- Photographie : Lubomir Bakchev
- Montage : Minh Tam Nguyen
- Musique : Vladimir Cosma
- Son : Samuel Mittelman
- Mixage : Gérard Rousseau
- Attaché de presse : Gilles Lyon-Caen
- Sociétés de production :Les Films d'ici 2, AT-Doc, France 2 et RTBF
- Sociétés de distribution : CALM (Pierre-Loup Rajot)
- Pays d'origine :  France |  Belgique
- Langue : français
- Format : Couleur — Format de tournage : HDCAM — Image: 16/9 — Son : Dolby Stereo
- Genre : Film documentaire
- Durée : 64 minutes
- Dates de sortie :
  -  France : 20 janvier 2016

## Distribution
(par ordre d’apparition à l'écran)

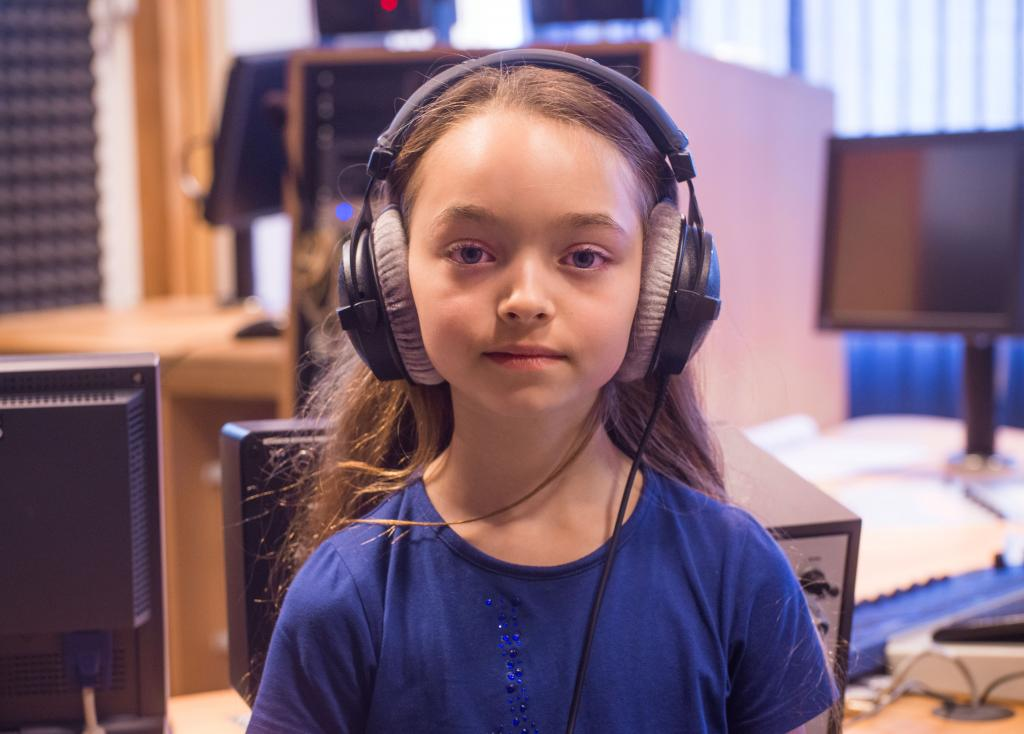
Nastasjia Sojcher

- Nastasjia, Jacques et Frédéric Sojcher
- Vladimir Cosma
- Patrick et Émilie Chesnais
- Josiane Stoléru
- Jean-François Dérec
- Jacques Weber
- Philippe Torreton
- Micheline Presle
- François Morel
- Yves Afonso
- Michael Lonsdale
- Denis Podalydès

## À noter

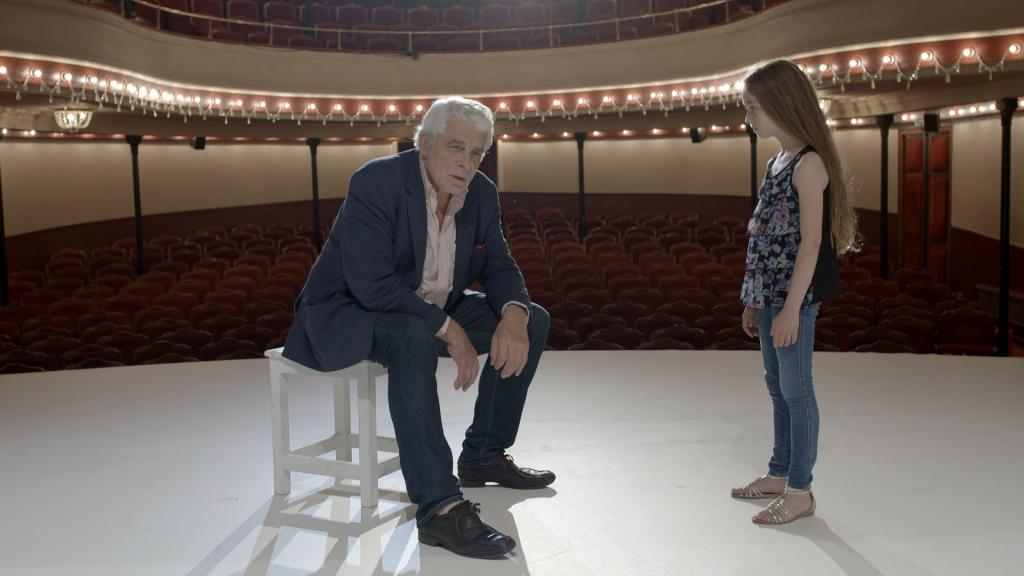
JacquesWeber et Nastasjia Sojcher

- Secrets de tournage : Frédéric Sojcher dit[1] que son film est « à 80% un documentaire et à 20% une fiction », mais il précise aussi : « tout documentaire est une fiction, à partir du moment où il y a consciemment une mise en scène. » Le cinéaste avait déjà auparavant réalisé un long métrage mélangeant de vrais événements appartenant à l’Histoire du cinéma à la fiction : HH, Hitler à Hollywood (2011, dont le scénario avait aussi été co-écrit par Catherine Rihoit). Dans Je veux être actrice, on retrouve en plus des acteurs connus qui parlent de leur passion, la fille du cinéaste (Nastasjia), son père (Jacques Sojcher) et une partie de sa famille. Le film mélange volontairement un happening familial aux propos d’acteurs.
- Un film : cinq modes de diffusion : À toi de jouer, diffusé à la télévision dans l’émission Histoires courtes est la version courte de Je veux être actrice, long métrage documentaire sorti le 20 janvier 2016, en salles et accessible en VOD. Les propos d’acteurs sur leur passion et sur leur métier recueillis au tournage n’ont pas pu être tous retenus dans le film. D’où l’idée de publier un livre aux éditions Riveneuve ces échanges entre des comédiens et une enfant. Le livre est sorti sous le même titre que la version longue du film, Je veux être actrice, avec sa copie DVD. De nombreuses rencontres-débats sont organisées en salles par le distributeur du film, Pierre-Loup Rajot, notamment au cinéma Les 3 Luxembourg, à Paris, pour permettre au film de trouver son public.

## Festivals et accueil critique
Je veux être actrice a été sélectionné aux Rencontres de Manosque, aux Rencontres de Dijon, aux Journées Henri Langlois, au Festival du film d’amour de Mons… 
Le film a reçu un très large écho critique lors de sa sortie, en France. 
Des critiques élogieuses dans Les Inrockcs, Positif, 20 Minutes, La Croix, Le Parisien, Le Figaro, Paris Match, Les Échos ou Le Canard enchaîné… soulignent, à l’instar de Jean Roy, dans L’Humanité, qu’il s’agit d’un film « simple et émouvant, qui instruit autant qu’il rend heureux ». 
Alain Riou en fait son coup de cœur dans l’émission de France Inter Le Masque et la Plume, Michel Ciment « le conseil de la semaine » sur France Culture et Annie Goldmann parle sur Radio Judaïques d’une « nouvelle forme de cinéma, libre et innovatrice comme le furent les films de la Nouvelle Vague. »
Lire aussi la critique d’Ava Cahen sur le site de Clapmag !, qui donne les « 6 bonnes raisons de voir Je veux être actrice. »